# Tetris
Tetris (ruski: Тетрис) logička je videoigra, izdana na gotovo svim igraćim platformama. Jedna je od najpoznatijih videoigara uopće. Tvorac igre je, u lipnju 1984. bio ruski znanstvenik Aleksej Pažitnov (Алексей Пажитнов). Pažitnov je radio kao programer u računalnom centru Sovjetske akademije znanosti. Ime "tetris" dolazi od grčkog prefiksa "tetra-" ("četiri"), jer su svi dijelovi sastavljeni od četiri segmenta, i tenisa, Pažitnovljevog omiljenog sporta. Verziju igre za IBM PC platformu napravili su Pažitnovljevi prijatelji Dmitrij Pavlovski i Vadim Gerasimov.
Igra (ili njeni brojni klonovi) se pojavila na gotovo svim igraćim konzolama, računalnim sustavima, kao i na uređajima kao što su džepni kalkulatori, mobilni telefoni, džepna računala i drugi. Tetris se čak pojavio kao dio umjetničke izložbe na sveučilištu Brown u SAD-u. Također je 2005. zauzeo treće mjesto u izboru "100 najvećih videoigara svih vremena" portala IGN.
Najveći dio svoje popularnosti Tetris je stekao na igraćoj konzoli Game Boy, na kojoj je izdan 1989. Rasprostranjenost konzole popularizirala je Tetris do te mjere da je postao nezaobilazan dio popularne kulture. Česte su reference na igru u crtanim filmovima, kao što su Captain N, Muppet bebe, Simpsoni, Futurama i drugi. U reklamama se također koristi koncept Tetrisa. Film Policijska akademija: Misija u Moskvi aludira na Tetris - Rusi pokušavaju hipnotizirati Amerikance videoigrom koja se u filmu naziva samo "Igra".

## Povijest
Tetris je od samih početaka bio predmet spora oko autorskih prava. Godine 1985., nakon što ju je Pažitnov programirao na računalu Electronika 60, a Gerasimov i Pavlovski je prebacili na PC, igra je stekla veliku popularnost u Moskvi, a IBM PC inačica je dospjela do Budimpešte, gdje ju je otkrila britanska softverska kuća "Andromeda". Prepoznavši potencijalni hit, "Andromeda" je kontaktirala Pažitnova kako bi dobila prava na distribuciju igre, no pregovori su bili neuspješni i "Andromeda" je, i bez programerove dozvole, prava na igru prodala američkoj softverskoj kući "Spectrum Holobyte", koja je na američkom tržištu naredne godine izdala IBM PC inačicu Tetrisa. Popularnost igre je bila nevjerojatna i izazvala je pomamu kakva je do tada bila rijetko viđena kod računalnih igara. 
Nakon dvije godine borbe oko autorskih prava, "Andromeda" je 1987. uspjela dobiti pravo na distribuciju licence za sva kućna računala. Pojavile su se i verzije igre za tada popularna računala Amigu i Atari.
Sovjetska vlada se 1988. uključila u borbu oko autorskih prava preko svoje agencije "Elorg" (kojoj je Pažitnov ustupio svoja prava na igru) i uspjela dobiti djelomična prava na distribuciju igre – samo za arkadne strojeve u zabavnim parkovima, te za igraće konzole koje nisu bile proizvedene u Japanu i ručne konzole. Prva prava su prodana Atariju, a druga Nintendu. Nakon što je Atari izdao inačicu Tetrisa za Nintendovu konzolu NES, zvanu TETЯIS: The Soviet Mind Game, Nintendo ih je tužio i uspio dobiti spor, nakon čega je dobio ekskluzivno pravo distribucije za sve kućne zabavne sustave, a Atari je morao povući igru iz prodaje. Drugi značajni uspjeh za Nintendo stigao je s inačicom Tetrisa za ručnu konzolu Game Boy: igra se prodala u nevjerojatnih 3 milijuna primjeraka. Sega je također, pod prijetnjom Nintendove tužbe, povukla "svoj" Tetris za Sega Mega Drive konzolu, prije nego što je uopće stigao u dućane.
Nakon svih ovih borbi za autorska prava, najmanje novca je dobio sam Aleksej Pažitnov. Padom "željezne zavjese" 1991. godine, Pažitnov je odselio u SAD, gdje je 1996. zajedno s Hankom Rogersom osnovao tvrtku "Tetris Company", kako bi se domogao dijela prava od prodaje igre, što mu je uspjelo tek djelomično. Danas je Pažitnov uspješan dizajner logičkih igara, s desetogodišnjim stažem u Microsoftu, koji je napustio 2005. godine kako bi se okušao u samostalnim projektima.

## Način igranja
Djelići (nazivani tetromini ili tetrade) sastavljeni od četiri kvadratića padaju s vrha polja za igru širokog deset, a visokog dvadeset kvadratića. Igrač ih može rotirati i slagati na način da između djelića ne ostaje prazan prostor. Kad se jedan red popuni djelićima, on nestaje, a kvadratići koji su bili iznad padaju u novostvoreni prazan prostor. Kako tijek igre napreduje, djelići padaju sve brže te igrač ima sve manje vremena za razmišljanje i slaganje. Kada se djelići nagomilaju do vrha polja za igru, bez mogućnosti da se novi djelić pojavi, igra je gotova.
Algoritam slučajnim odabirom određuje djelić koji će se sljedeći pojaviti na vrhu polja. Upute koje dolaze s raznim inačicama igre većinom nazivaju djeliće slovima I, J, L, O, S, T i Z jer svojim izgledom podsjećaju na njih, no igrači katkad za djeliće koriste i druga imena. Svi djelići mogu ukloniti jedan ili dva reda, I, J i L mogu ukloniti tri reda, a samo I djelić može ukloniti četiri reda odjednom - što se naziva "tetris".
Premda sve inačice igre imaju isti broj tetrada - sedam - boje su im različite od inačice do inačice. 
Način bodovanja je zasnovan na principu da su bodovi dodijeljeni za svaki uspješno eliminirani redak. Bonus bodovi se dodjeljuju za eliminiranje više redaka odjednom (dva, tri ili "tetris" - četiri). Nintendove igraće konzole NES, Game Boy i SNES koriste vjerojatno najrasprostranjeniji sustav bodovanja.
U većini inačica igre postoji tipka za ubrzanje padanja djelića, čime igrač dobiva više bodova nego da samo čeka da djelić padne uobičajenom brzinom.

## Vanjske poveznice
- Tetris.com, službena stranica
- Free Tetris, igranje Tetrisa online
- Apple2 version online Apple II verzija igre online
- Originalni Tetris: Priča i download, Vadim Gerasimov priča o suradnji s Pažitnovom na Tetrisu
- "Matematičari su dokazali da je Tetris težak", časopis Scientific American
- BBC-jev dokumentarni film  Arhivirana inačica izvorne stranice od 1. studenoga 2006. (Wayback Machine)
- "Moja supruga je svjetski prvak u Tetrisu", The Boston Globe Magazine